# Ivan Johannesen
Ivan Johannesen (født 28. juni 1934 i Miðvágur, død 18. april 2012) var en færøsk skibsreder og politiker (SB).

## Baggrund og erhvervskarriere
Han var uddannet mekaniker fra 1951, videreuddannede sig siden i tekniske fag og arbejdede som maskinist indenfor den færøske fiskeflåde 1955–1977. Han var derefter skipper og skibsreder indtil 1978 og heltidsbeskæftiget som skibsreder fra 1991. Johannesen var medlem af tilsynsrådet og bestyrelsen i kraftselskabet SEV 1971–1989, heraf bestyrelsesformand 1981–1985.

## Politisk arbejde
Politisk begyndte Johannesen som kommunalbestyrelsesmedlem i Miðvágs kommuna 1970–1974. Han var valgt til Lagtinget fra Vágar 1978–1988 og 1994–1998, og var formand for Lagtingets finansudvalg fra 1980. Johannesen var finans-, havbrugs- og kommunalminister i Jógvan Sundsteins anden regering 1989–1991, fiskeri- og opdrætsminister i Edmund Joensens første regering 1994–1996 samt erhvervs-, opdræts- og landbrugsminister i Edmund Joensens anden regering 1996–1998.
Som finansminister under den store finanskrise i 1990erne måtte Johannesen skære kraftigt i de offentlige budgetter og øge skatterne betydeligt, og han har udtalt, at han personlig blev hjulpet gennem dette af sin kristne tro. I 1995, som fiskeriminister, gav han klartegn til at fiskeflåden kunne fiske langt over torskekvoterne for at modvirke den økonomiske nedgang. Samme år udtalte han, at han ville være "politisk død" om han godtog Norges tilbud med hensyn til sildekvoten for 1996, og mente at færøske trawlere burde kunne bruge deres kvote i Vestfjorden og Ofoten.
Det blev også afsløret i 1995, at færøskejede trawlere i Smuthullet havde fået olie på kredit mod at Statoil fik pant i torskefangsterne sommeren 1994. Johannesen mente, at færøske myndigheder ikke havde ansvar for dette, men at kvotene i så fald skulle reduceres. I 1996 underskrev fiskeriministrene Johannesen og Jan Henry T. Olsen en aftale som gjorde, at Norge og Færøerne ville modarbejde landing af fisk fra Smuthullet, som var fanget af fartøjer uden kvoter, som led i bekæmpelsen af ureguleret fiskeri.